# Ceci n'est pas un conte
Ceci n’est pas un conte (1772) de l’écrivain français Denis Diderot est un ensemble de deux récits intégrés dans un dialogue philosophique sur la non-réciprocité des passions et l'impuissance de la raison à leur égard.

## Les trois contes moraux
Ceci n’est pas un conte forme avec Madame de La Carlière et le Supplément au Voyage de Bougainville un triptyque de contes moraux rédigés en 1772 qui paraîtra (partiellement) dans la Correspondance littéraire en 1773.
De l'intention de Diderot même, les trois contes doivent être considérés ensemble : le troisième conte donnera son sens aux deux premiers, dit-il au lecteur. Cette intention est confirmée par le titre initial de Madame de la Carlière (son sous-titre actuel : Sur l'inconséquence du jugement public de nos actions particulières ), et par les allusions à des personnages ou des développements d'un des contes dans un autre. Par la suite pourtant, les éditeurs ne respecteront pas cette unité matérielle et intellectuelle et les textes seront édités séparément. Naigeon lui-même publie les trois textes dans son édition des œuvres complètes de Diderot (1796), mais sépare le Supplément au voyage de Bougainville des deux autres textes.
Pour Laurent Versini, il est cohérent de considérer les Deux Amis de Bourbonne dans la lignée de ces trois contes : la rédaction prend place à la même époque, la thématique et le style sont proches. C'est l'option prise dans son édition des Œuvres de Diderot dans la collection « Bouquins » (1994-1997).

## Résumé
Il y a dans Ceci n'est pas un conte, deux contes différents.
Le premier raconte l'histoire d'un certain Tanié amoureux d'une femme vénale et cupide, Madame Reymer. Pour elle, Tanié part une dizaine d'années à Saint-Domingue pour faire fortune. Madame Reymer en profite pour avoir des amants. Lorsque Tanié revient de son voyage, il vit avec Madame Reymer pendant environ 5 ans. M. de Maurepas lui propose alors de partir commercer avec le Nord, ce que Tanié accepte à contrecœur puisqu'il sait que Madame Reymer n'est avec lui que pour sa fortune. Il meurt de la fièvre quelques jours après son départ.
Dans le deuxième conte, Diderot raconte cette fois l'histoire de Gardeil et de Mademoiselle de la Chaux. Mademoiselle de la Chaux abandonne tout pour suivre Gardeil par amour : son honneur, sa fortune, sa famille. Ils vivent tant bien que mal. Gardeil travaille à n'en plus pouvoir. Mademoiselle de la Chaux fait pour lui des traductions: elle apprend le grec, l'hébreu, l'italien, l'anglais. Elle se donne corps et âme pour son amant mais un jour celui-ci la quitte sans donner aucune raison. Elle trouve cela injuste de la part de celui pour qui elle a tout perdu. Elle traduit les écrits de Hume, puis écrit un livre (Les Trois Favorites) qu'elle envoie à la marquise de Pompadour, fervente admiratrice des Belles Lettres. Invitée à Versailles, mademoiselle de la Chaux repoussera ce rendez-vous et ne s'y rendra finalement jamais. Elle finit sa vie dans la misère, tout en refusant l'amour que lui propose son médecin.
Diderot conclut son récit en disant que c'est aller un peu vite que de juger quelqu'un sur un seul trait de caractère et « qu’on n’est le maître ni d’arrêter une passion qui s’allume, ni d’en prolonger une qui s’éteint. ».

## Analyse
Alors que le premier récit semble conforter le lecteur dans ses préjugés sexistes contre les femmes, le second récit l'interpelle dans un sens contraire ainsi que l'annonce le narrateur : « s’il y a des femmes méchantes et des hommes très-bons, il y a aussi des femmes très-bonnes et des hommes très-méchants. »
 

Comme le note Laurent Loty, 

« L'insertion des récits dans un dialogue entre le conteur et l'auditeur [...] produit de multiples effets de distanciation [menant à] la révélation progressive de l'implication personnelle du conteur et de l'auditeur dans les anecdotes qu'ils jugent. [...] Averti, le lecteur réel est incité à remplacer ses jugements moraux par la critique de ses propres préjugés. »

Par cet ensemble, Diderot vise à modifier en profondeur la mentalité du lecteur.